# Capital fixo
O capital fixo consiste no capital físico que é consumido durante um ciclo de produção. São os edifícios,  máquinas e equipamentos. Corresponde ao ativo fixo de uma empresa.